# Военно-исторический музей Воздушных сил Вооружённых Сил Украины
Музей воздушных сил Вооружённых Сил Украины (укр.  Музей повітряних сил Збройних Сил України) — музей авиационной техники и средств ПВО, расположенный в г. Винница на территории бывшего штаба Главного командования Военно-Воздушных Сил Вооружённых Сил Украины.

## Экспозиция
По состоянию на 2012 год экспозиция музея насчитывает более 40 экспонатов военной техники, включая памятник-самолёт Як-11, установленный в честь 55-й годовщины Победы в Великой Отечественной войне.
В музее планируется создание экспозиций в залах, где будут развёрнуты экспозиции:
- ВВС и ПВО в годы Великой Отечественной войны;
- История создания ВВС и ПВО, а также Воздушных Сил Вооружённых Сил Украины;
- Авиаторы Винничины — Герои СССР;
- Боевой путь объединений, соединений ВВС и ПВО Вооружённых Сил;
- Воздушные Силы Вооружённых Сил Украины на современном этапе.

| Самолёты                         |                  |                                                                                       |
| Изображение                      | Экспонат         | Описание                                                                              |
|                                  | МиГ-15           | реактивный истребитель 1-го поколения                                                 |
|                                  | МиГ-21ПФМ        | сверхзвуковой реактивный истребитель 2-го поколения                                   |
|                                  | МиГ-23МЛД        | сверхзвуковой реактивный истребитель 3-го поколения с изменяемой геометрией крыла     |
|                                  | МиГ-25РБС        | сверхзвуковой разведчик-бомбардировщик 3-го поколения                                 |
|                                  | МиГ-27К          | сверхзвуковой истребитель-бомбардировщик 3-го поколения с изменяемой геометрией крыла |
|                                  | МиГ-29           | сверхзвуковой многоцелевой истребитель 4-го поколения                                 |
|                                  | Л-39 «Альбатрос» | учебно-боевой самолёт                                                                 |
|                                  | Су-15ТМ          | сверхзвуковой истребитель-перехватчик 3-го поколения                                  |
|                                  | Су-17М3          | сверхзвуковой истребитель-бомбардировщик с изменяемой геометрией крыла 3-го поколения |
|                                  | Су-24            | сверхзвуковой бомбардировщик с изменяемой геометрией крыла 3-го поколения             |
|                                  | Су-25            | штурмовик                                                                             |
|                                  | Су-27            | сверхзвуковой многоцелевой истребитель 4-го поколения                                 |
|                                  | Як-11            | учебно-тренировочный самолёт                                                          |
|                                  | Як-28ПП          | самолёт радиоэлектронной борьбы                                                       |
|                                  | Як-38М           | палубный штурмовик вертикального взлёта и посадки                                     |
| Вертолёты                        |                  |                                                                                       |
| Изображение                      | Экспонат         | Описание                                                                              |
|                                  | Ми-2             | лёгкий многоцелевой вертолёт                                                          |
|                                  | Ми-8Т            | транспортно-десантный вертолёт                                                        |
|                                  | Ми-24            | транспортно-боевой вертолёт                                                           |
|                                  | Ка-27ПЛ          | корабельный противолодочный вертолёт                                                  |
| Беспилотные летательные аппараты |                  |                                                                                       |
| Изображение                      | Экспонат         | Описание                                                                              |
|                                  | Ту-141 «Стриж»   | тактический разведывательный БПЛА                                                     |
|                                  | Ту-143 «Рейс»    | тактический разведывательный БПЛА                                                     |
| Авиационные ракеты               |                  |                                                                                       |
| Изображение                      | Экспонат         | Описание                                                                              |
|                                  | Р-23Р            | ракета класса «воздух—воздух» средней дальности                                       |
|                                  | Р-23Т            | ракета класса «воздух—воздух» средней дальности                                       |
|                                  | Х-15             | гиперзвуковая аэробаллистическая ракета класса «воздух-земля»                         |
|                                  | Р-27Р            | ракета класса «воздух—воздух» средней дальности                                       |
|                                  | С-24 и С-21М     | неуправляемые авиационные ракеты                                                      |
|                                  | С-25Ф            | неуправляемая авиационная ракета                                                      |
|                                  | Х-55             | стратегическая крылатая ракета                                                        |
|                                  | Х-58У            | противорадиолокационная авиационная ракета «воздух-земля» средней дальности           |
| Авиационные бомбы                |                  |                                                                                       |
| Изображение                      | Экспонат         | Описание                                                                              |
|                                  | САБ 250—200      | осветительная авиабомба                                                               |
|                                  | АгитАБ-500-300   | агитационная авиабомба                                                                |
|                                  | ФАБ-9000 М54І    | самая мощная советская фугасная авиабомба                                             |
|                                  | ФАБ-500 М54      | фугасная авиабомба                                                                    |
|                                  | ФАБ-500 М62      | фугасная авиабомба                                                                    |
|                                  | ОФАБ-250-270     | осколочно-фугасная авиабомба                                                          |
|                                  | РБК-250          | кассетная авиабомба                                                                   |
| Радиолокационные станции         |                  |                                                                                       |
| Изображение                      | Экспонат         | Описание                                                                              |
|                                  | 19Ж6             | подвижная 3-х координатная РЛС кругового обзора                                       |
|                                  | ПРВ-17           | подвижной радиовысотомер                                                              |
| Баллистические ракеты            |                  |                                                                                       |
| Изображение                      | Экспонат         | Описание                                                                              |
|                                  | РСД-10 «Пионер»  | баллистическая ракета средней дальности                                               |
| ЗРК и зенитные орудия            |                  |                                                                                       |
| Изображение                      | Экспонат         | Описание                                                                              |
|                                  | С-60             | зенитное орудие                                                                       |
|                                  | С-75м2 «Волхов»  | ЗРК средней дальности                                                                 |
|                                  | С-125М1 «Нева»   | ЗРК малой дальности                                                                   |
|                                  | С-200В «Вега»    | ЗРК дальнего радиуса действия                                                         |
|                                  | «Бук-М1»         | самоходный ЗРК средней дальности                                                      |
|                                  | «Куб»            | самоходный ЗРК малой дальности                                                        |
|                                  | «Круг»           | самоходный ЗРК средней дальности                                                      |
|                                  | «Оса»            | самоходный ЗРК малой дальности                                                        |
|                                  | С-300ПС          | ЗРК средней дальности                                                                 |
|                                  | С-300В1          | ЗРК средней дальности                                                                 |

## Проезд к музею, режим работы и стоимость посещения
Проезд от ж/д вокзала трамваем № 1, 4, 6 до остановки «30-я школа» (она же «ул. Некрасова») — 2 остановки. Экскурсии по предварительному заказу, бесплатные. В Дни открытых дверей вход свободный.